# フリッタータ・ディ・パスタ
フリッタータ・ディ・パスタ（frittata di pasta、パスタのフリッタータ）ないしフリッタータ・ディ・マッケローニ（frittata de maccheroni、マカロニのフリッタータ）は、イタリアのカンパニア州ナポリ発祥の料理。

## 歴史的背景
フリッタータ・ディ・マッケローニ（後者はあらゆる種類のパスタを示すために使用される用語だった）は、非常に貧しい時代に捨てられなかった残り物のパスタを再利用するために生み出された。その後、レシピが改良され、卵やチーズ、トマトなどの風味を加えるようになった。今日ではフリッタータ・ディ・パスタはセコンドや前菜として食べられ、角切りにして食前酒とともに食べることもある。

## 調理
パスタをアルデンテに茹でて水気を切る。パスタの種類は問わない。その間に卵にモッツァレッラ、すりおろしたチーズ、刻んだサラミ、塩、胡椒を混ぜる。そこにパスタを加え、フライパンで弱火で加熱する。フリッタータ・ディ・パスタは温製でも冷製でも食べられる。

## バリエーション
ナポリの揚げ物屋でよく出される「フリッタティーナ」と呼ばれるサイズの小さなバリエーションもある。

## 印刷資料
- Luciano Pignataro (2016). La cucina napoletana. Hoepli.